# Anja Straupeneck
Anja Straupeneck (1966) è un'ex sciatrice alpina tedesca che gareggiò per la nazionale tedesca occidentale.

## Biografia
Specialista del supergigante, la Straupeneck gareggiò prevalentemente in Coppa Europa, dove fu 2ª nella classifica di specialità nella stagione 1988-1989; non prese parte a rassegne olimpiche o iridate né ottenne piazzamenti in Coppa del Mondo.